# Tosia Altman
Tosia Altman (Lipno, 24 agosto 1919 – Varsavia, 26 maggio 1943) è stata una partigiana polacca per Hashomer Hatzair e la Jewish Combat Organization (ŻOB) durante l'occupazione tedesca della Polonia e la rivolta del ghetto di Varsavia. 
Fuggì con la guida dei movimenti giovanili a Vilnius. Volontaria come corriere, si spacciava per gentile polacca e ha rischiato la vita per visitare i ghetti, prima per organizzare l'istruzione clandestina e poi per avvertirli dell'imminente sterminio di massa degli ebrei.

## Biografia

### Primi anni
Nacque a Lipno, in Polonia, in una famiglia benestante di tendenze sioniste, da Anka e Gustaw Altman. Suo padre, un orologiaio, possedeva una gioielleria a Włocławek e, sebbene suo padre fosse cresciuto in una famiglia chassidica, i suoi genitori avevano un'interpretazione liberale della fede ebraica e lo incoraggiarono a studiare sia il polacco che l'ebraico. Influenzata dalle convinzioni sioniste generali di suo padre, studiò in un ginnasio di lingua ebraica e si unì al movimento giovanile Hashomer Hatzair all'età di undici anni, entrando in seguito a far parte della leadership. Eletta come rappresentante del ramo locale di Hashomer Hatzair, partecipò alla Quarta Convenzione Mondiale nel 1935. Dediderosa di emigrare in Israele, si unì ad un kibbutz di addestramento a Częstochowa nel 1938, ma fu presto presto nominata responsabile di Hashomer Hatzair per l'educazione giovanile a Varsavia.

## Gli anni della seconda guerra mondiale

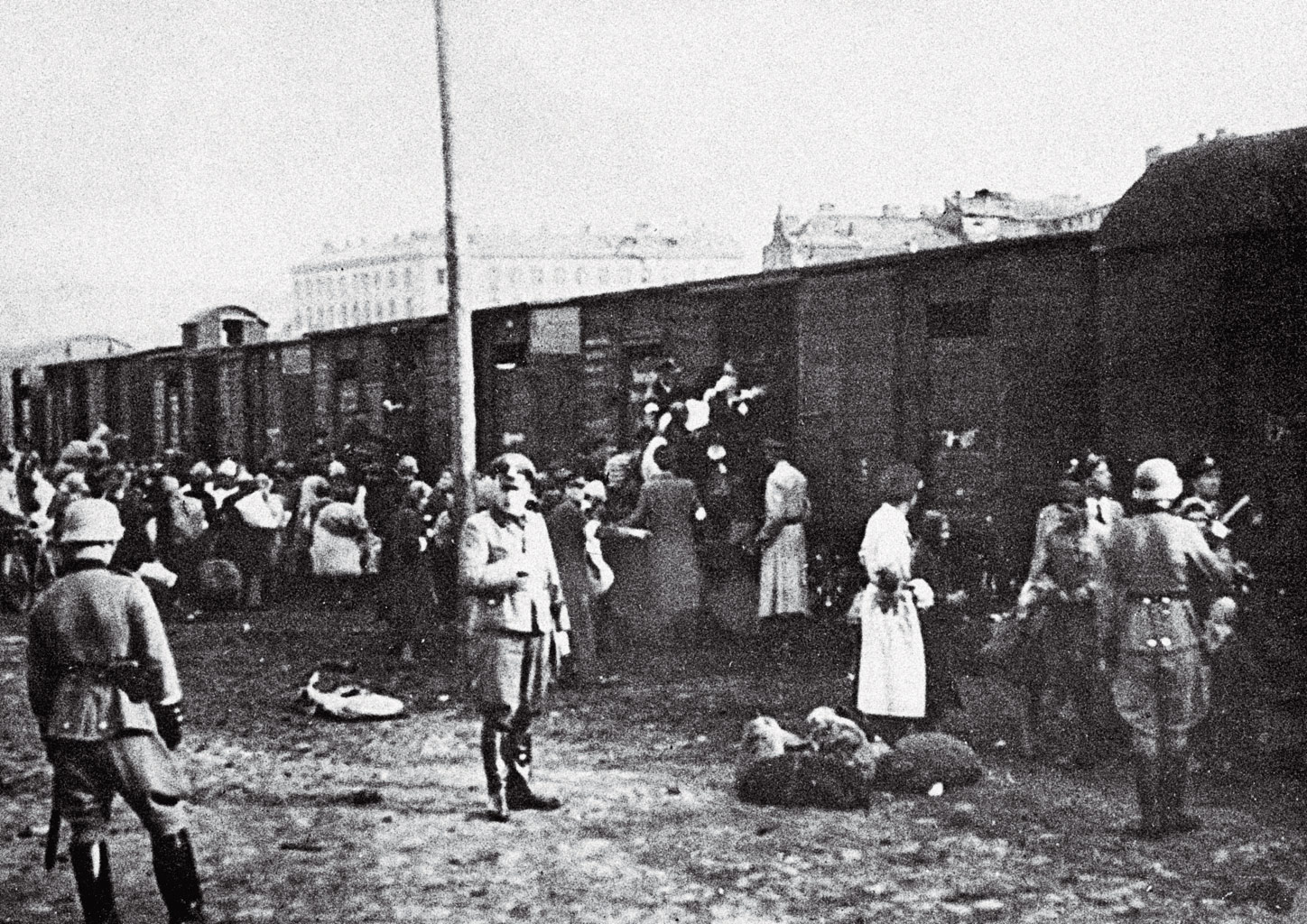
Gli ebrei del ghetto di Varsavia sono costretti a salire su un treno

### Corriere
Dopo l'invasione della Polonia da parte della Germania nazista nel settembre 1939, i movimenti giovanili sionisti esortarono i loro membri a fuggire verso est per evitare i tedeschi. Insieme ad Adam Rand, un amico di Hashomer Hatzair, Altman si recò a Rovno. Quando l'Unione Sovietica invase a sua volta la Polonia, Altman e la dirigenza del movimento giovanile furono evacuati a Vilnius, sotto il controllo polacco e poi lituano fino al giugno 1940. Altman si unì al quartier generale di Hashomer Hatzair a Vilnius e aiutò a organizzare diversi tentativi falliti per far entrare illegalmente in Palestina diversi membri dei movimenti giovanili.
I movimenti giovanili erano preoccupati per i loro amici e parenti intrappolati sotto l'occupazione nazista. Poiché la maggior parte dei leader era fuggita, i restanti membri dei movimenti giovanili non potevano organizzarsi in modo efficace e fu quindi deciso di rimandare parte della leadership nella regione del Governatorato Generale della Polonia occupata. Altman era considerata una leader stimolante e capace nell'organizzare; i suoi capelli biondi e il polacco fluente facevano sì che potesse facilmente passare per una cristiana polacca. La maggior parte dei corrieri del movimento giovanile erano donne, perché gli uomini ebrei si distinguevano per la circoncisione.
Dopo due tentativi falliti di attraversare i confini sovietici e tedeschi, nel dicembre 1939 visitò la sua famiglia a Włocławek e tornò a Varsavia, la prima tra i leader del movimento giovanile a farlo. Altman si recò frequentemente in Galizia e a Częstochowa, nonostante le restrizioni per gli ebrei che viaggiavano in treno, e lì tentò di organizzare l'istruzione clandestina e persino di addestrare i kibbutzim. Inviò diverse cartoline ai leader del movimento giovanile a Vienna, a Vilnius ed in Svizzera, descrivendo le sofferenze degli ebrei sotto il regime nazista. 
Oltre la cinta muraria del ghetto di Varsavia, con la sua stessa famiglia intrappolata all'interno, Altman continuò a viaggiare con documenti falsi, nonostante il fatto che essere catturati fuori dal ghetto fosse un reato capitale, inviando pacchi di cibo nel ghetto di Varsavia per la sua famiglia ed i suoi amici.
Il 24 dicembre 1941, Altman e Haika Grossman riuscirono a tornare nel ghetto di Vilnius, dove incontrarono Abba Kovner e la dirigenza dell'Organizzazione partigiana unita. Altman descrisse le condizioni orribili nel ghetto di Varsavia, ma esortò comunque i leader sionisti a evacuare poiché il ghetto di Vilnius veniva sistematicamente spopolato tramite i massacri a Ponary. Kovner non era d'accordo, poiché credeva che ci fosse un piano sistematico per sterminare tutti gli ebrei sotto il controllo nazista. I movimenti giovanili decisero di divulgare le notizie delle uccisioni di massa e incoraggiare gli ebrei polacchi ghettizzati a resistere con la forza. Durante il suo viaggio di ritorno a Varsavia, Altman visitò diversi ghetti polacchi orientali, incluso quello di Hrodna, per trasmettere questo messaggio.

### Contrabbando di armi

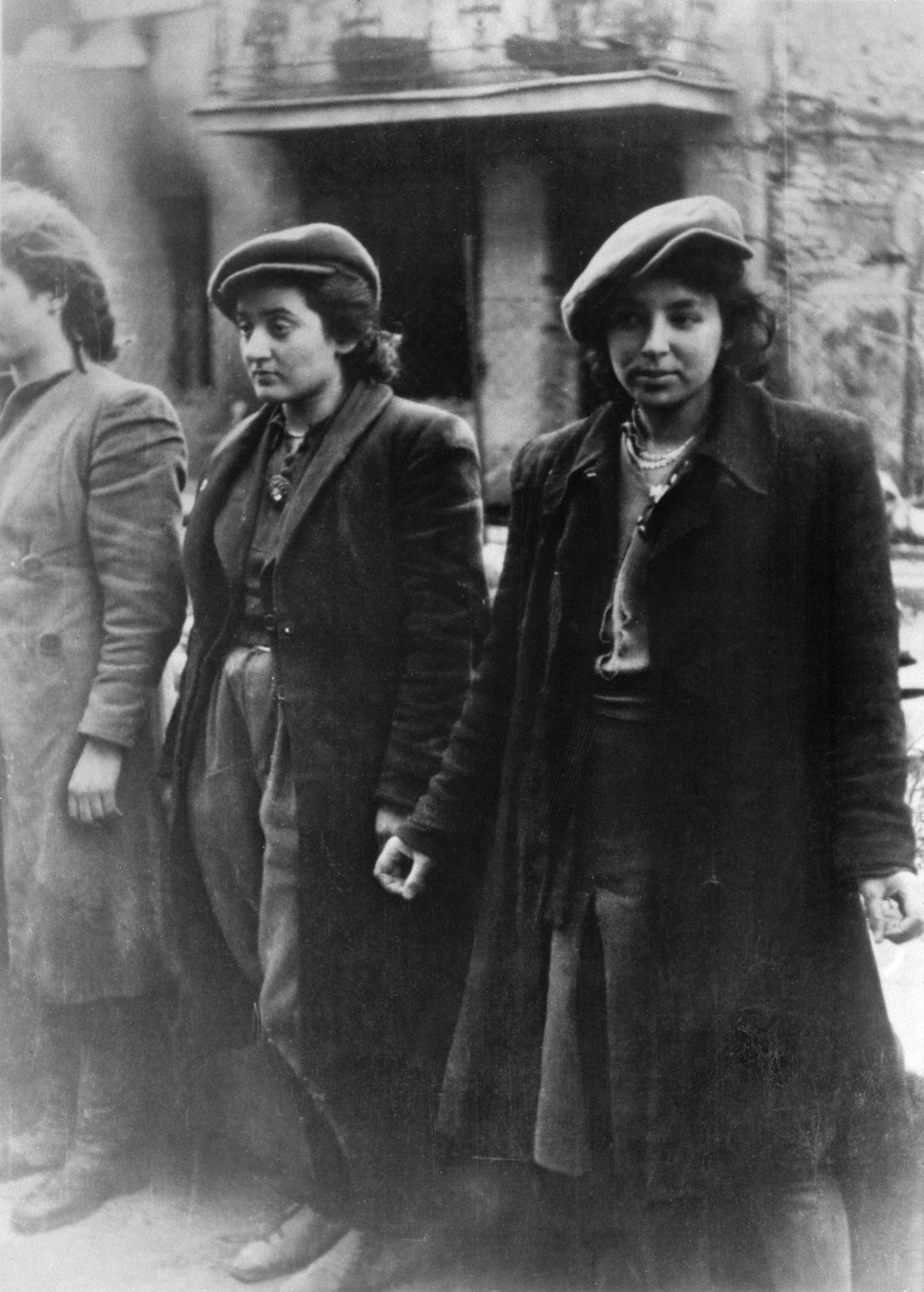
Combattenti Hehalutz catturati durante la rivolta del ghetto di Varsavia

Al suo ritorno a Varsavia, Altman scoprì che gli ebrei non erano disposti ad accettare passivamente di essere sterminati, anche dopo l'arrivo dei rapporti dal campo di sterminio di Chełmno. All'inizio del 1942 collaborò con altri gruppi di sinistra per stabilire un'organizzazione di autodifesa, ma i loro sforzi furono inutili perché non erano in grado di procurarsi armi. A luglio, durante la Grossaktion di Varsavia e dopo l'istituzione della Jewish Combat Organization (ŻOB), Altman, grazie al suo aspetto ariano ed alle abilità linguistiche polacche, fu scelta come collegamento con l'Esercito Nazionale e l'Armia Ludowa. Sebbene queste organizzazioni di resistenza polacche si rifiutassero di offrire qualsiasi aiuto sostanziale, Altman aiutò a contrabbandare alcune granate ed altri esplosivi. Vivendo nella zona ariana della città, aiutò anche gli ebrei a fuggire dal ghetto ed a trovare rifugi dove nascondersi. In una lettera ad Adam Rand dell'aprile 1942, scrisse: "Gli ebrei stanno morendo davanti ai miei occhi e io sono impotente nell'aiutarli. Hai mai provato a frantumare un muro con la tua testa?"
A settembre, infine, la Grossaktion cessò, lasciando nel ghetto di Varsavia meno di 70.000 ebrei, un quinto della popolazione originaria. La leadership di Hashomer Hatzair era stata ridimensionata dagli arresti della Gestapo ed era stato sequestrato un deposito di esplosivi di un altro contrabbandiere. Altman venne raggiunta da Arie Wilner, un altro attivista di Hashomer Hatzair, nel tentativo di convincere i gruppi di resistenza polacchi ad armarli. Continuato anche le sue visite ad altri ghetti, questa volta organizzando la resistenza armata. Fu determinante nella creazione di una cellula della ŻOB nel ghetto di Cracovia. A ottobre l'esercito nazionale riconobbe la ŻOB e iniziò a fornire armi a partire da dicembre.

### Rivolta nel ghetto di Varsavia e morte

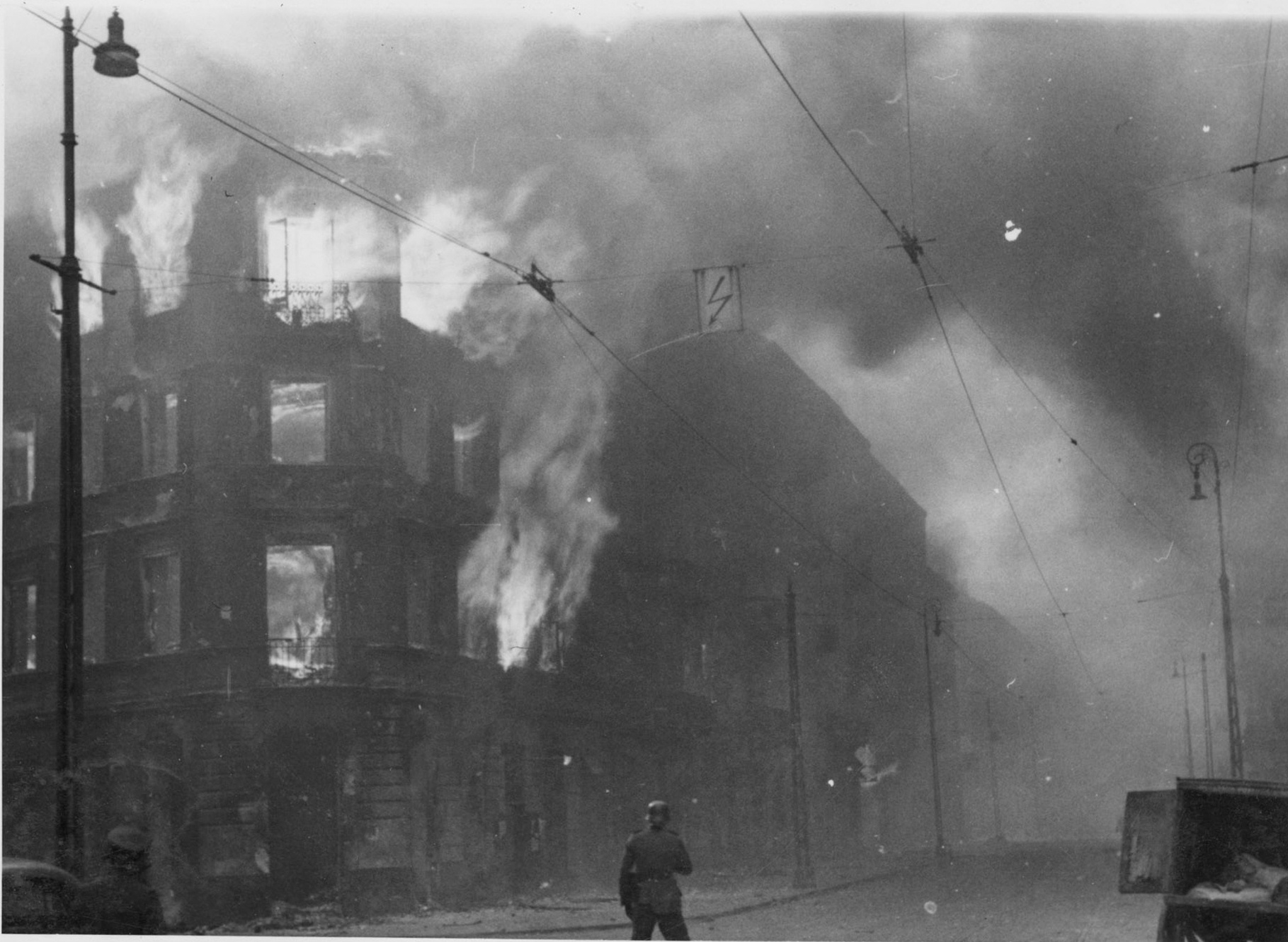
Il ghetto di Varsavia in fiamme durante la rivolta

Nel gennaio 1943, durante la successiva ondata di deportazioni, gli ebrei di Varsavia opposero una resistenza armata sparsa. Lo ŻOB si infiltrò tra gli ebrei rastrellati per la deportazione e lanciò un attacco a sorpresa contro i tedeschi: la maggior parte fu uccisa, ma il capo, Mordechaj Anielewicz, riuscì a fuggire. Durante l'azione Altman tornò nel ghetto con un'altra contrabbandiera, Tema Schneiderman, per combattere con la ŻOB. Entrambi furono arrestati e portati all'Umschlagplatz per essere deportati a Treblinka, ma Altman fu rilasciata da un poliziotto ebreo del ghetto che agiva per Hashomer Hatzair.
La resistenza ebbe in parte successo: i tedeschi deportarono solo 5.000 ebrei, invece degli 8.000 che avrebbero voluto. Dopo la schermaglia di gennaio, l'esercito nazionale iniziò a sostenere seriamente la ŻOB e gli ebrei rimasti costruirono diversi bunker in vista della liquidazione finale. Altman e Wilner furono anche in grado di acquistare armi al mercato nero. Wilner venne arrestato a marzo, ma non tradì la resistenza nemmeno sotto tortura; temendo che i tedeschi l'avessero rintracciata, Altman tornò nel ghetto, sostituita da Yitzhak Zuckerman come collegamento con la resistenza polacca.
Il 18 aprile le forze tedesche circondarono il ghetto in preparazione della sua liquidazione. Altman, la cui funzione era ancora quella di inviare messaggi, riferì via telefono a Zuckerman il successo iniziale della resistenza. 
Il 21 aprile, mentre i tedeschi iniziavano a bruciare il ghetto, Anielewicz si rifugiò in un bunker in via Mila 18; Altman divenne il corriere tra il bunker di comando e un altro bunker dove venivano tenuti i feriti. Salvò alcuni combattenti dagli incendi. In quel momento, i combattenti decisero di provare a fuggire attraverso il sistema fognario. Quando i tedeschi scoprirono il bunker di via Mila l'8 maggio, lo riempirono di gas per costringere gli abitanti ad uscire: Anielewicz e molti altri combattenti della resistenza si suicidarono. Altman, anche se ferita, fu una dei sei che riuscirono a fuggire; fu poi trovata da Zivia Lubetkin e Marek Edelman e quindi portata di nascosto nella zona ariana della città.
Altman si nascose con altri combattenti ebrei in una fabbrica di pellicole. Il 24 maggio scoppiò un incendio accidentale e rimase gravemente ustionata; di conseguenza fu costretta ad uscire allo scoperto: fu catturata dalla polizia, per essere quindi consegnata alla Gestapo. Morì per le ferite riportate due giorni dopo.

## Onorificenze e memoria
È stata interpretata dall'attrice americana Leelee Sobieski nel film televisivo del 2001 Uprising.